# Booty Luv
Booty Luv est un groupe anglais de dance formé en juin 2006 à Londres par le label Hed Kandi. Il est composé de deux chanteuses R&B, Cherise Roberts (née le 16 décembre 1982) et Nadia Shepherd (née le 6 novembre 1979), qui sont toutes deux des ex-membres d'un groupe de hip-hop, Big Brovaz. La carrière du duo Booty Luv débuta avec le succès de leur premier single, qui s'est maintenu 17 semaines durant dans le Top 40 des meilleures ventes de singles au Royaume-Uni.

## Big Brovaz
Cherise et Nadia ont toutes les deux commencé leur carrière au sein du groupe R&B Big Brovaz qui connut un petit succès après ses débuts en 2002. Après avoir réussi la belle performance de classer 5 titres dans le top5 anglais comme Favourite Things ou encore Nu Flow, Big Brovaz reçut un florilège d'éloges de la part des fans comme de la presse pour leur style unique, et fut également comparé à d'autres célèbres groupes tels qu'Outkast ou bien à des artistes solo comme Eminem, Nelly et Jamelia. Après que les problèmes de drogue d'un des membres du groupe furent révélés, Big Brovaz tente de se relancer en 2004 avec un nouveau single, Your's Fatally. On peut dire que les attentes autour du groupe étaient grandes après leur précédente succession de hits, aussi ce single déçut par sa meilleure place en 15e position des ventes. Alors, une des filles du groupe, Dionne, jette l'éponge et se lance dans une carrière solo en Australie. Par la suite, le groupe est lâché par sa maison de disques. Après trois années de traversée du désert, un second album studio voit le jour. En janvier 2007, leur album Re-Entry est lancé sur le marché, mais il s'avère être un véritable désastre commercial, ne se classant même pas dans le top40, tandis que le single Big Bro Thang ne dépasse pas la 171e place dans le top single par un refus des radios de jouer le titre. Après l'échec du single, la promotion album fut arrêtée et sa sortie en support physique fut annulée.

## Cherise:Look Inside
En 2000, quelques titres démos de Big Brovaz furent compilés un album non officiel intitulé Big Brovaz - Watching You. Un de ces titres interprété par une jeune chanteuse R&B de l'ouest londonien, Cherise, fut sélectionné par l'organisateur des MOBO Awards et il lui fut offert une chance de concourir dans la catégorie du jeune talent non signé par une maison de disques (MOBO Unsigned), prix qu'elle remporta. Cherise est alors signée et sort peu de temps après son propre album solo, intitulé Look Inside, duquel fut extrait le single 2nd Best, qui remporta un MOBO Award.

## Formation de Booty Luv
Tandis qu’elles travaillaient à l'enregistrement du second album de leur groupe Big Brovaz, Cherise et Nadia reçoivent une proposition du label Hed Kandi pour enregistrer une reprise de la chanteuse Tweet, la chanson Boogie 2nite, qui avait connu un grand succès dans les boîtes de nuit en 2002. À l'origine, Tweet elle-même devait réenregistrer son titre, mais elle s'était déclarée trop occupée par l'enregistrement de son nouveau single. Au départ, Boogie 2nite ne devait être qu'un titre promotionnel pour le label, mais six mois plus tard, en décembre, il fut décidé de le commercialiser et de l'envoyer à de nombreux disc-jockeys.
Le nom de groupe Booty Luv est retenu, et il est décidé d'utiliser le remix dance réalisé par Seamus Haji pour la mise en vente en ligne du titre ainsi que pour la version single, alors que c'est le remix du groupe DB Boulevard qui figure dans la vidéo. La chanson est semblable, seulement le remix de Haji possède un back beat plus audible, tandis que celui de DB Boulevard et plus léger et plus pointu. L'aspirant au succès se révèle être un véritable tube, se classant numéro 1 dans les trois classements de téléchargements légaux, le iTunes Top 100 et le TMF Hitlist UK avant son entrée à la deuxième place du classement officiel des singles après sa troisième semaine d'exploitation. En Angleterre, il trouva plus fort que lui, Patience, le single marquant le retour du groupe Take That. Finalement, le titre est resté 17 semaines dans le top40 dont 15 passée dans le top20. Peu d'autres tires ont réussi cela la même année, ainsi Boogie 2nite s'est révélé être l'un des tubes de l'année 2006 en musique.
En mai 2007, après que Cherise et Nadia se sont vu offrir un contrat par Hed Kandi pour poursuivre leur collaboration après l'imprévisible succès de Boogie 2nite, le deuxième single Shine, une reprise de la chanson de Luther Vandross, sort le 14 mai. Il reçoit un bon accueil de la part des radios et est ajouté à la A-list sur BBC Radio 1 se classant à la 17e place des diffusions radio au Royaume-Uni. Ce second single débute plutôt bien dans le classement des ventes avec une première semaine à la 25e position rien qu'avec les téléchargements légaux, pour grimper à la 10e place la semaine de sa sortie physique. Les filles se concentrant à la préparation de leur album à venir n'ont pas soignée la promotion du single qui n'est resté que deux semaines dans le top10, et à peine plus d'un mois dans le top15.

## Premier album
Alors que Booty Luv ne devait à l'origine faire l'objet que d'un seul single, dans le but de promouvoir le label Hed Kandi, le succès de Boogie 2nite à travers toute l'Europe incite Hed Kandi et Ministry of Sound à offrir aux deux filles un contrat d'enregistrement pour un album et des singles. Avec l'échec de leur collaboration au sein de Big Brovaz, Nadia et Cherise décident de continuer dans cette voie et d'enregistrer un album complet en tant que Booty Luv. L'album s'appelle Boogie 2nite et est sorti le 17 septembre 2007 au Royaume-Uni et suit d'une semaine la sortie du troisième single des filles, Don't Mess With My Man.
Cet album contient leurs précédents succès Boogie 2nite et Shine et des reprises de titres R&B, soul et hip-hop, le tout à la sauce dance. On note également que l'album contient cinq titres originaux coécrits entre autres par Booty Luv. Le 24 septembre 2007, Boogie 2nite entre à la 11e place des meilleures ventes d'albums en Angleterre pour finalement rester un mois dans le top 100.
Leur quatrième single, Some Kinda Rush est entré le 28 novembre 2007 dans le classement des ventes de singles à la 92e place quatre semaines avant même sa sortie officielle. À la suite de sa promotion et de sa commercialisation en format digital le 17 décembre 2007, il se classa #54. Après sa sortie physique, il fit un bond jusqu'à la 29e place des ventes. La même semaine où le single fit un bon de 8 place pour atteindre la 21e place, l'album fit sa réapparition dans le top100 à la 96e position alors qu'on ne l'y avait plus vu depuis le 1er octobre 2007. Some Kinda Rush est le premier single des Booty Luv à ne pas se classer numéro un du classement UK Dance Chart, mais il se positionna quand même dans le top3 à la 3e place.
Un quatrième single, Dance Dance, est sorti mais dans certains pays d'Europe uniquement. Il s'est classé aux Pays-Bas et en Allemagne. Ce single contenait également deux remixes inédits.
Le 14 janvier 2008, Kelly Osbourne a exprimé son désir que Booty Luv soit nommé pour les prochains BRIT Awards. Elle raconte : « Booty Luv est mon groupe favori du moment. J'écoute leur album à chaque fois avant de sortir. C'est le meilleur groupe présent dans les charts, je suis sérieuse ». Malheureusement, le groupe n'a reçu aucune nomination.

## Actuellement
Nadia et Cherise ont récemment confirmé dans une interview accordée à Digital Spy qu'elle prévoyait de travailler à leur second album dans le courant 2008. Elles ont également mentionné qu'elles étaient en discussion avec leur label, Hed Kandi, à propos de leurs projets futurs, cela concernant le fait qu'elles ne veulent aucune reprise pour ce nouvel album. Elles désirent en effet que cet album ne contienne que des titres entièrement nouveau.
Le premier extrait de ce nouvel album s'intitule Say It, et fut diffusé pour la première fois le 10 avril 2009. La commercialisation au Royaume-Uni est prévue pour le 31 août 2009, étant déjà disponible via le site officiel de Hed Kandi. Le clip est déjà diffusé par le biais de YouTube.

## Discographie

### Albums
| Année | Album        | Classement | Classement | Ventes   | Certification britannique |
| Année | Album        | R-U        | IRL        | Ventes   | Certification britannique |
| ----- | ------------ | ---------- | ---------- | -------- | ------------------------- |
| 2007  | Boogie 2nite | 11         | —          | + 60 000 | Argent                    |
| 2009  | Booty        | à venir    | à venir    | à venir  | à venir                   |

### Singles
| Année | Titre                  | Classement | Classement | Classement | Classement | Classement | Classement | Classement | Classement | Album        |
| Année | Titre                  | R-U        | IRL        | P-B        | FIN        | POL        | BEL/Vl     | AUS        | ALL        | Album        |
| ----- | ---------------------- | ---------- | ---------- | ---------- | ---------- | ---------- | ---------- | ---------- | ---------- | ------------ |
| 2006  | Boogie 2nite           | 2          | 22         | 7          | 8          | 26         | 38         | 89         | 76         | Boogie 2nite |
| 2007  | Shine                  | 10         | 28         | 19         | 6          | —          | —          | —          | —          | Boogie 2nite |
| 2007  | Don't Mess With My Man | 11         | 26         | 31         | 9          | 54         | —          | —          | —          | Boogie 2nite |
| 2007  | Some Kinda Rush        | 19         | 47         | 10         | —          | —          | —          | —          | —          | Boogie 2nite |
| 2008  | Dance Dance            | —          | —          | 30         | —          | —          | —          | —          | —          | Boogie 2nite |
| 2009  | Say It                 | 16         | —          | —          | —          | —          | —          | —          | —          | Booty        |